# Sinar Jaya Paya Ringkel
Sinar Jaya Paya Ringkel is een bestuurslaag in het regentschap Bener Meriah van de provincie Atjeh, Indonesië. Sinar Jaya Paya Ringkel telt 253 inwoners (volkstelling 2010).